# Hoogheemraadschap Amstelland
Het Hoogheemraadschap Amstelland is een voormalig hoogheemraadschap opgericht in 1525 onder Karel V. Het is op 1 januari 1991 opgegaan in het Hoogheemraadschap Amstel en Vecht. 
In 1970 werd Hoogheemraadschap Zeeburg en Diemerdijk ondergebracht onder Hoogheemraadschap Amstelland.
Amstel en Vecht is op zijn beurt in 1997 weer opgegaan in de huidige rechtsopvolger, het waterschap Amstel, Gooi en Vecht.